# Haitianos blancos
Los haitianos blancos (en criollo haitiano: blan ayisyen; en francés: blanc haïtiens) también conocidos como eurohaitianos, son haitianos de ascendencia europea predominante o total.

## Orígenes
Antes de la Revolución Haitiana, los haitianos se clasificaban en tres categorías principales: blancos, negros y mulatos. Pero estos eran mucho más complejos en la práctica, involucrando la tosquedad del cabello, las medidas de la nariz y las evaluaciones de otros rasgos faciales.

## Datos demográficos
Hoy, un grupo de haitianos que son descendientes directos de los franceses que se salvaron de la masacre. A partir de 2013, las personas de ascendencia exclusivamente europea son una pequeña minoría en Haití . La población combinada de blancos y mulatos constituye el 5% de la población, aproximadamente medio millón de personas. Las personas nacidas de extranjeros en suelo haitiano no son automáticamente ciudadanos haitianos debido al  principio de jus sanguinis de la ley de nacionalidad. Además de los de ascendencia francesa, otros haitianos blancos son de ascendencia alemana, polaca, italiana, española, portuguesa, inglesa, neerlandesa y estadounidense. La mayoría de los haitianos blancos viven en el área metropolitana de Puerto Príncipe, en particular en el rico suburbio de Pétion-Ville.
De acuerdo con la constitución haitiana desde la época de la independencia, todos los ciudadanos deben ser referidos como negros, donde todas las razas se consideran iguales para evitar prejuicios. El término criollo nèg se deriva de la palabra francesa negre (que significa "negro") y se usa de manera similar a dude o guy en inglés. Un hombre haitiano es siempre un nèg, incluso si es de ascendencia europea, donde se le llamaría nèg blan ("chico blanco") y su contraparte es nèg nwa ("chico negro"); todo sin connotaciones racistas. Los extranjeros siempre se denominan simplemente blan independientemente del tono de piel, denota un doble significado de la palabra.
En el campo, es común escuchar a una persona pobre de piel clara llamada ti-wouj (pequeño rojo), ti-blan (pequeño blanco) o simplemente "blan" en lugar de un milat (mulato), que se usa comúnmente para excluir a los individuos en la parte inferior de la escala social, ya que el término "mulato" históricamente coincide con las personas más privilegiadas.